# Palais Feriye
Les palais Feriye (turc : Feriye sarayları, prononcé [fɛ.ɾi.'jɛ sɑ.ɾɑj.ɫɑ.'ɾɯ]) sont un ensemble de bâtiments situés sur la rive européenne du Bosphore entre les quartiers de Kabataş et d'Ortaköy, dans le district de Beşiktaş à Istanbul. Ils abritent le lycée de Kabataş depuis 1928 et l'université Galatasaray depuis 1992.

## Histoire
La construction des palais Feriye (en français feriye signifie annexe ou secondaire) est lancée en 1871. Du sud vers le nord, ils sont la troisième série de palais construits à l'époque moderne sur la rive européenne Bosphore, après celui de Dolmabahçe (1856) et de Çırağan (1872), après le départ de la famille impériale du palais de Topkapı en 1856. 